# قصبة عجرود

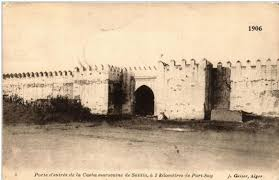
صورة لقصبة السعيدية في القرن الماضي

بُنِيَتْ قصبةُ عجرود أو قصبةُ السعيدية في سنة 1883 مـ على حافة وادي كيس بمنطقة أولاد منصور ببني يزناسن، قريبا من شاطئ مدينة السعيدية بإقليم بركان في أقصى شمال شرق المغرب. عُرِفت إبان تأسيسها بالقصبة السعيدة. تشكلها أسوار مربعة يبلغ طول كل واحد منا حوالي 100 متر، بعلو حوالي 6 أمتار، وبداخلها بعض الأكواخ العشوائية. منذ 1909، بنيت حولها بعض المتاجر التي شكلت في الماضي نقطة التقاء لاستقبال السلع القادمة من موانئ الجزائر إلى مرسى ابن مهيدي لتعيد توزيعها بالمغرب.
صُنِّفت القصبة ضمن الآثار الوطنية بموجب قرار وزيري بتاريخ 28 أكتوبر 1952 منشور بالجريدة الرسمية رقم 2090 بتاريخ 14 نوفمبر 1952.